# Thomas Stanley, II conte di Derby
Thomas Stanley II conte di Derby (prima del 1485 – Middlesex, 23 maggio 1521) è stato un nobile britannico.

## Biografia
Thomas Stanley nacque prima del 1485 da George Stanley, IX barone Strange (1460–1503) e da Joan Strange. Questa era figlia di John Strange e Jacquetta Woodville, figlia a sua volta di Richard Woodville e Giacometta di Lussemburgo. Per parte di padre Thomas era nipote di Thomas Stanley, I conte di Derby ed Eleanor Neville figlia a sua volta di Richard Neville, V conte di Salisbury. Dopo la morte della moglie suo nonno Thomas si risposò con Margaret Beaufort vedova di Edmondo Tudor e madre di quell'Enrico Tudor che nel 1485 aveva vinto la corona d'Inghilterra divenendo Enrico VII d'Inghilterra a seguito della morte di Riccardo III d'Inghilterra nella Battaglia di Bosworth.
Thomas non era figlio unico, aveva quattro fratelli, Anthony, James, John e George e cinque sorelle, Elizabeth, Eleanor, Katherine, Joan e Margaret.
A seguito del suo matrimonio con Joan Strange il padre di Thomas entrò in Parlamento assumendo il titolo di Lord Strange, egli morì il 4 o 5 dicembre nel 1503, premorendo al padre, all'epoca della sua morte si disse che fosse stato avvelenato a un banchetto.
L'anno dopo suo nonno Thomas morì il 9 novembre 1504 a Lathom, nel Lancashire Thomas ereditò quindi il contado di Derby oltre alla baronia di Stanley e quando, il 20 marzo 1514 sua madre morì Thomas ereditò anche le baronie di Strange e Mohun.
L'anno prima Thomas aveva combattuto alla Battaglia di Guinegatte, mentre nel 1520 sia lui che la moglie presenziarono al celebre Campo del Drappo d'Oro. In quello stesso Thomas partecipò all'incontro che Enrico VIII d'Inghilterra ebbe con Carlo V d'Asburgo ed entrò a far parte del Gray's Inn.
Thomas morì l'anno seguente, il 23 maggio 1521 nel Middlesex e venne sepolto al Monastero di Sion.

## Matrimonio e figli
Nel 1498 Thomas venne fidanzato con Elizabeth Wells, figlia di John Wells, I visconte di Wells (1450 circa – 9 febbraio 1498) e Cecilia di York la più giovane delle figlie di Edoardo IV d'Inghilterra ed Elisabetta Woodville. Data la parentela fu necessaria una Dispensa papale, ma il matrimonio non si celebrò poiché la promessa sposa morì in quello stesso anno.
Il 17 dicembre 1505 Thomas sposò Anne Hastings (1485-17 novembre 1550 circa), figlia di Edward Hastings, II barone Hastings (26 novembre 1466 – 8 novembre 1506) e insieme ebbero:
- Edward Stanley, III conte di Derby
- Margeret Stanley (morta poco dopo il gennaio 1534) che sposò Robert Radcliffe, I conte di Sussex
- John Stanley